# Cressa
Cressa es un género de plantas con flores perteneciente a la familia Convolvulaceae. Son nativas de las regiones tropicales y subtropicales del mundo.
Son plantas trepadoras y rastreras pero usualmente tienen el tallo erecto con hojas verdes cubiertas de pelusa blanca. Produce diminutas flores de color blanco de 5 mm de ancho.

## Especies
- Cressa aphylla A.Heller
- Cressa australis R.Br.
- Cressa ballii Batt.
- Cressa cretica L.
- Cressa erecta Rydb.
- Cressa microphylla St.-Lag.
- Cressa nudicaulis Griseb.
- Cressa truxillensis Kunth
- Cressa villosa Hoffmanns. & Link